# Polistes davillae
Polistes davillae är en getingart som beskrevs av Richards 1978. Polistes davillae ingår i släktet pappersgetingar, och familjen getingar. Inga underarter finns listade i Catalogue of Life.